# Романія
Романія (серб. Романија, босн. Romanija) — гора і регіон у східній частині Республіки Сербської, Боснія і Герцеговина. До романського плато та регіону належать міста Пале, Соколац, Хан Пієсак, Рогатиця; в той час як гора Романія простягається на південний захід від Соколаця, на північний схід від Пале та на схід від Східного Сараєво. Найвища точка - Великий Лупоглав з висотою 1652 метри. На південному боці, над Пале, знаходиться знаменита печера Новака, назва якої пов’язана з гайдуком Стариною Новаком. На західній стороні, над Мокро, знаходяться знамениті Червоні скелі. На плато Рівна Романія, у 2002  році звдена Церква св. Великомученика Георгія. Романія є частиною Сараєво-Романійського регіону в Республіці Сербська. Регіон включає Східне Сараєво та гори Романія.

## Етимологія
Назва Романія буквально означає - земля римлян. Вважається, що назва виникла в ранньому середньовіччі з приходом слов'ян та авар на цю територію на початку VII століття . Потім частина романізованого населення відступила до Романії, і тому гора отримала свою назву.

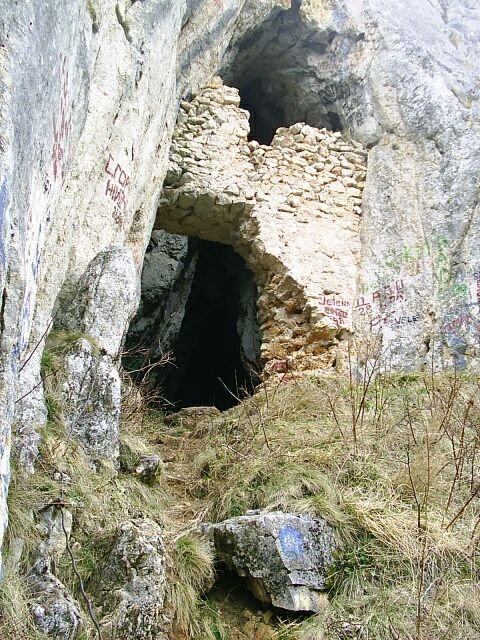
Печера Новака

## Галерея

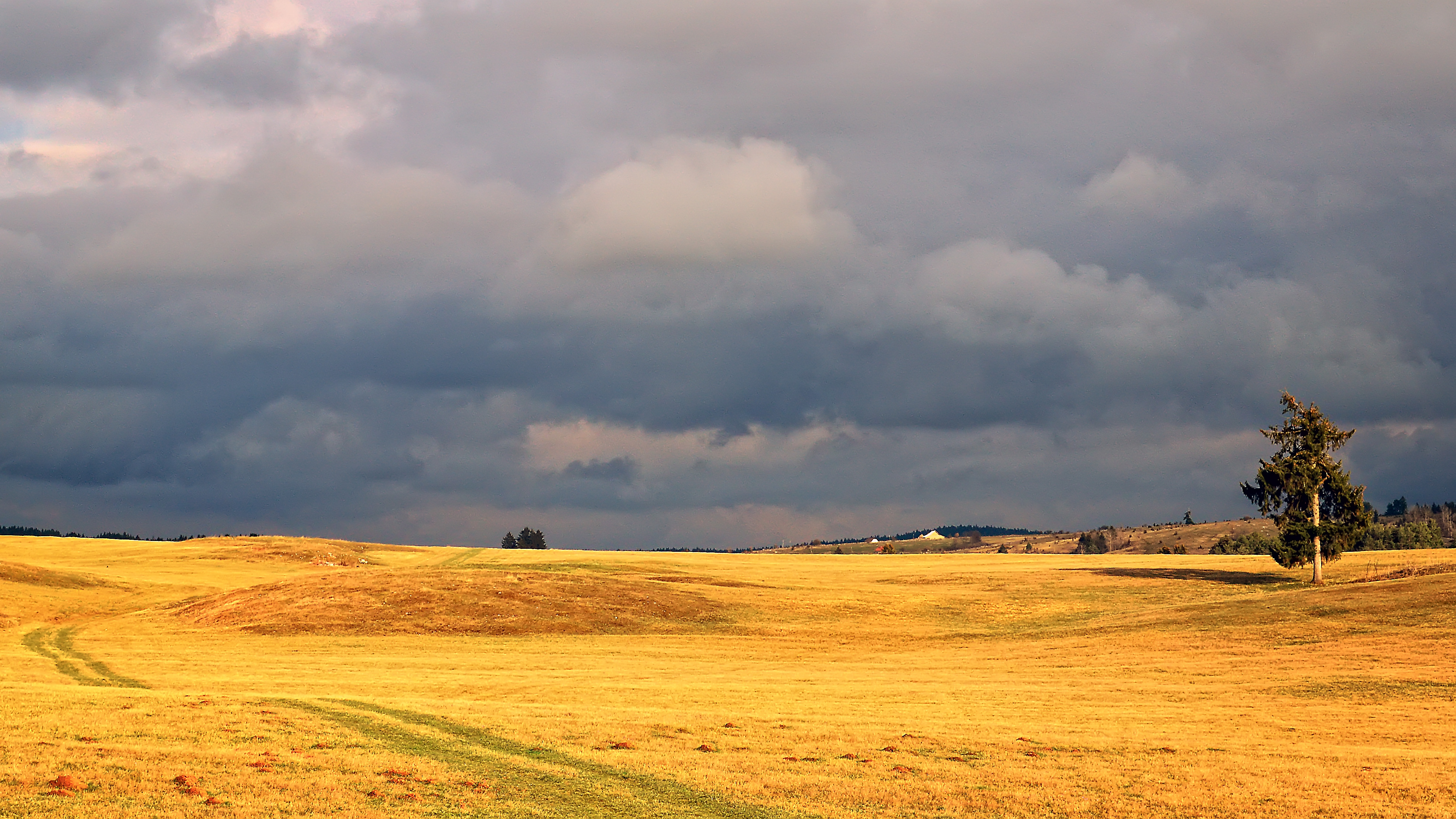
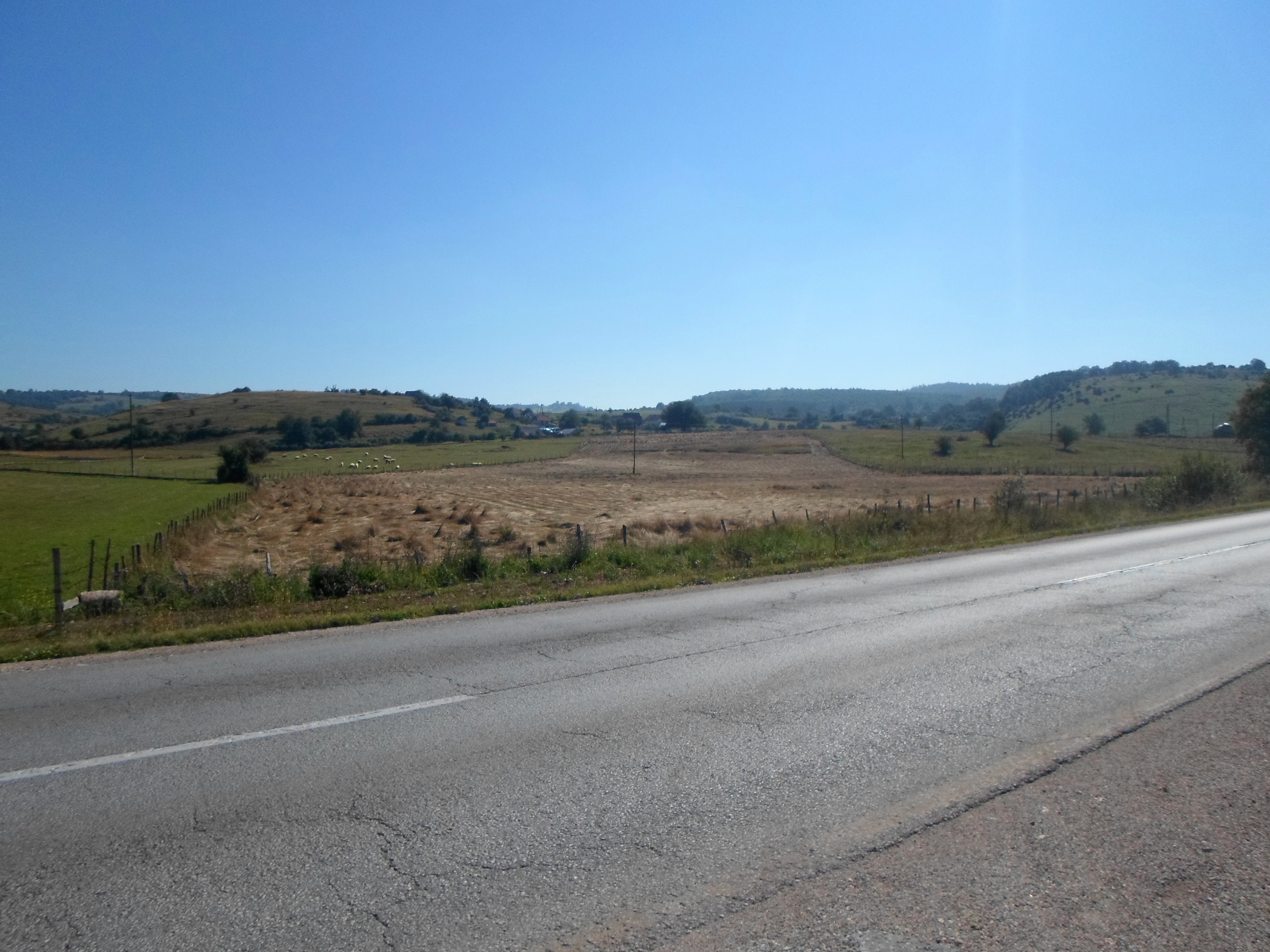
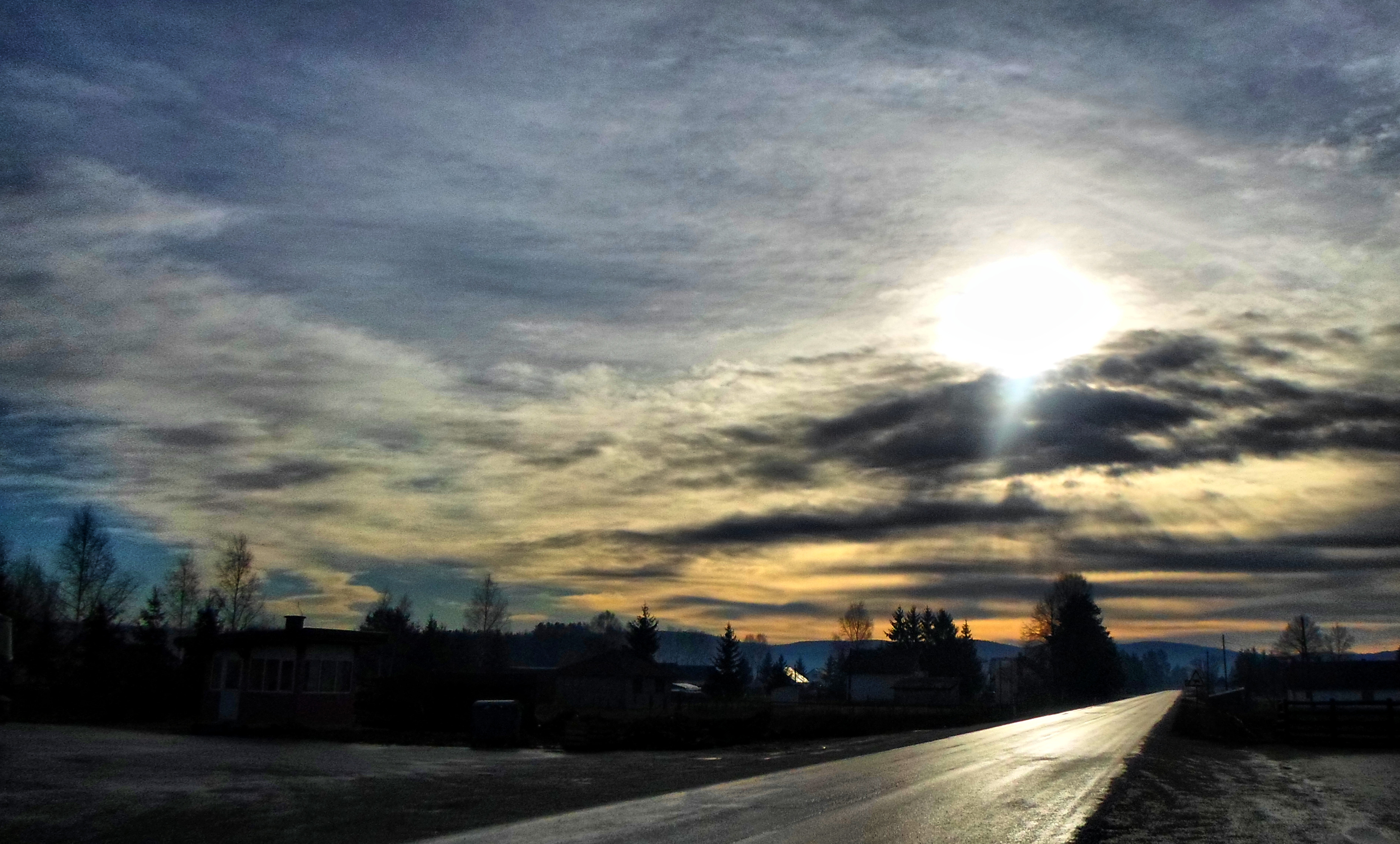
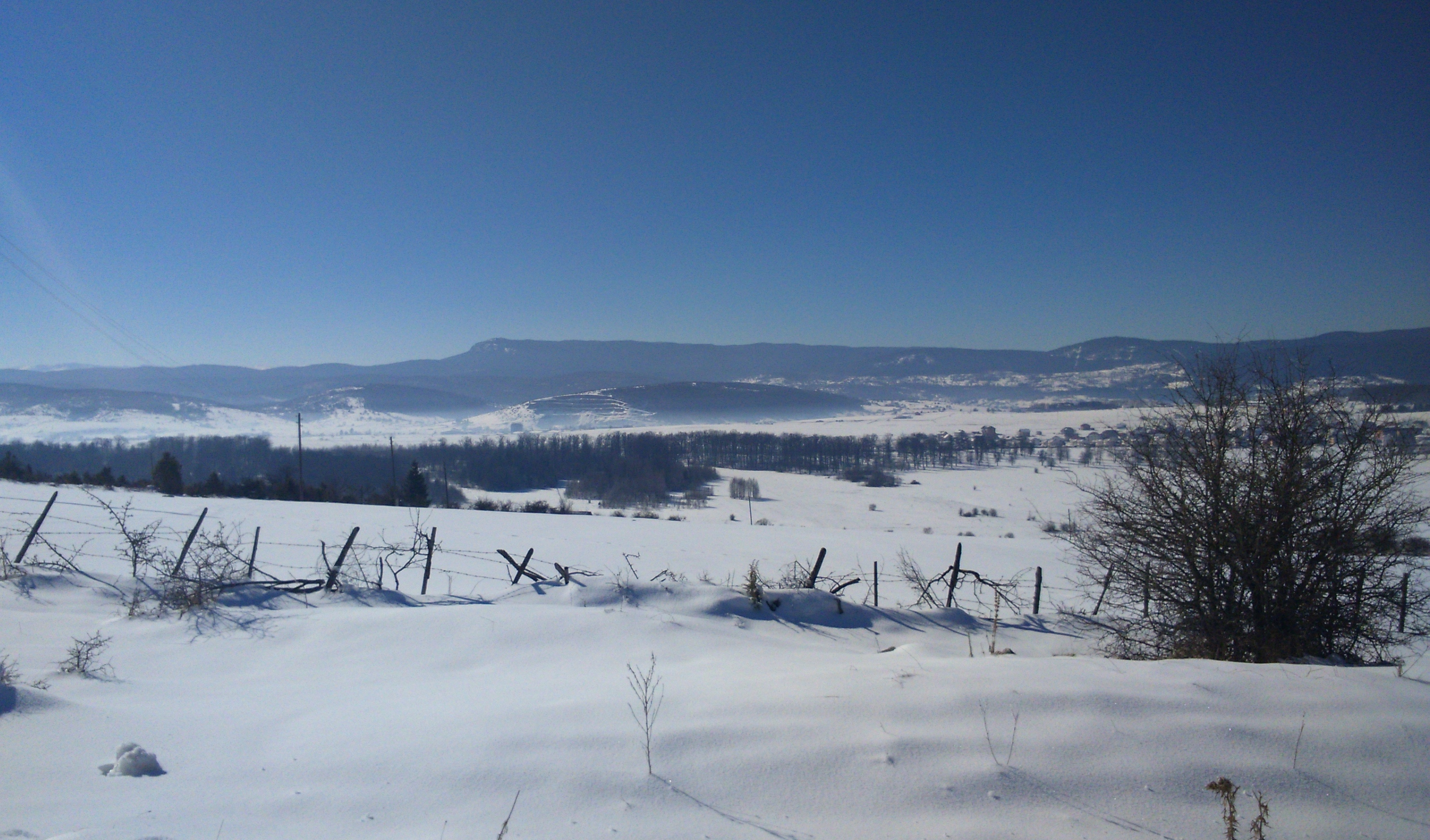
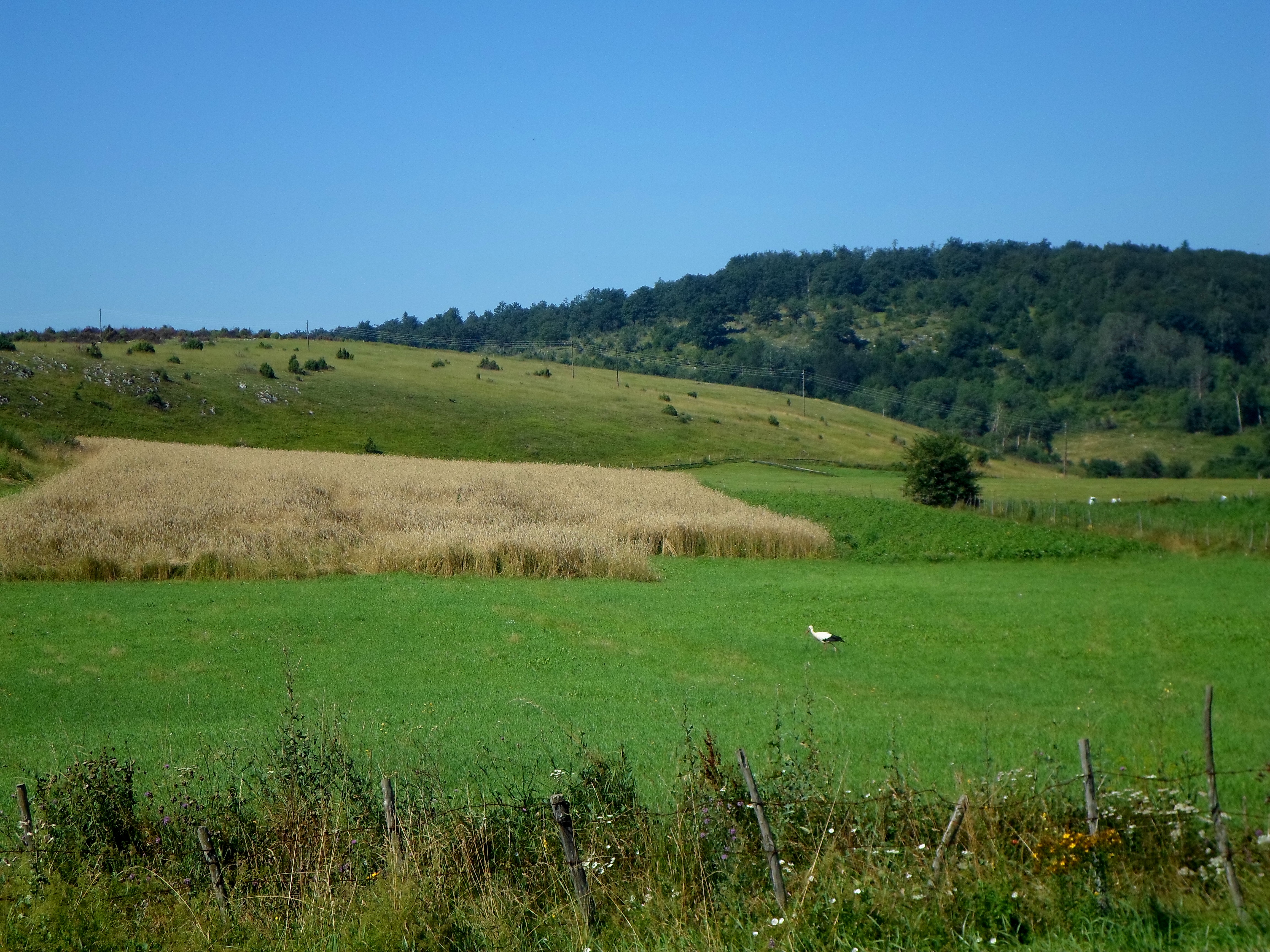
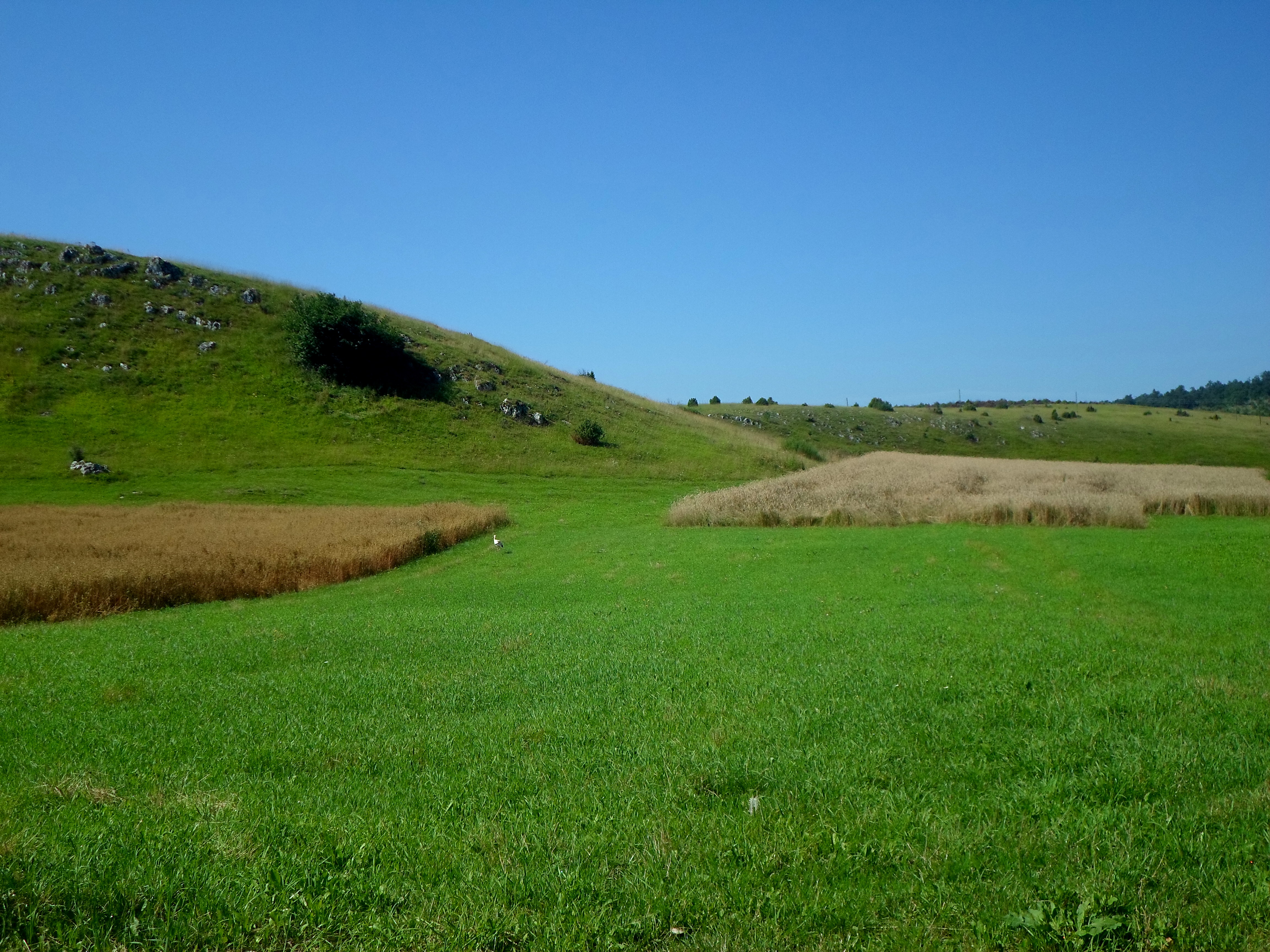
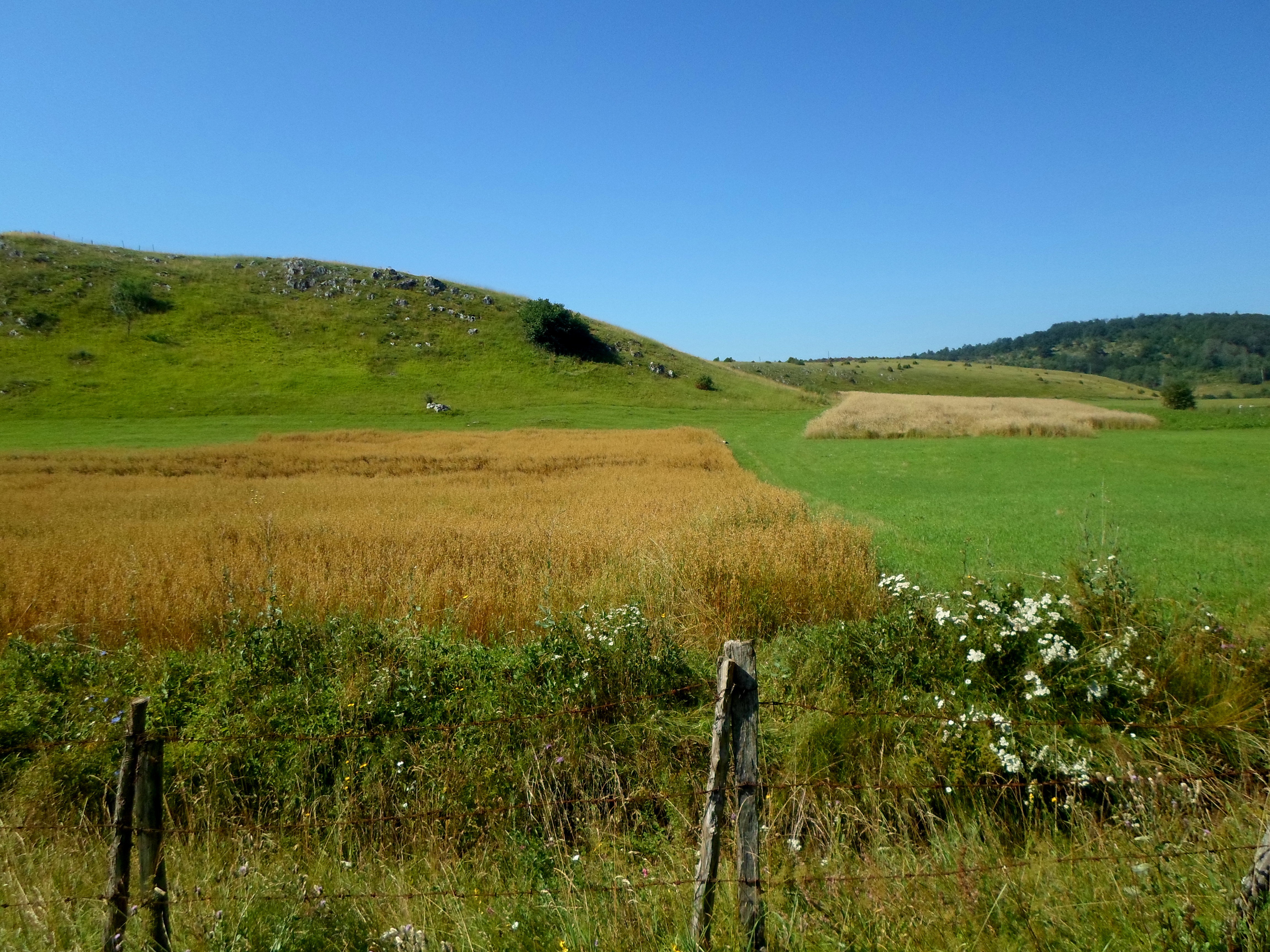
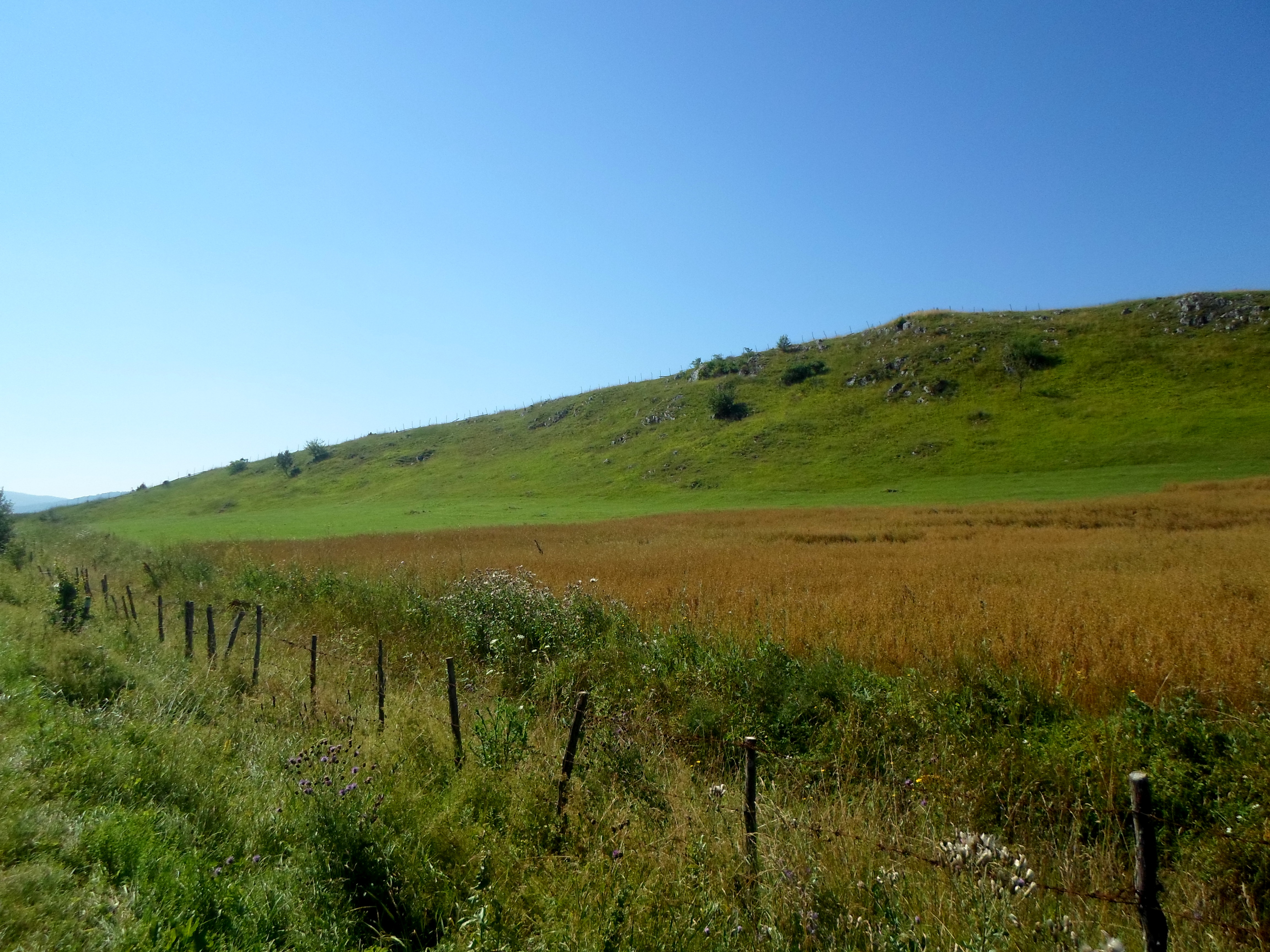
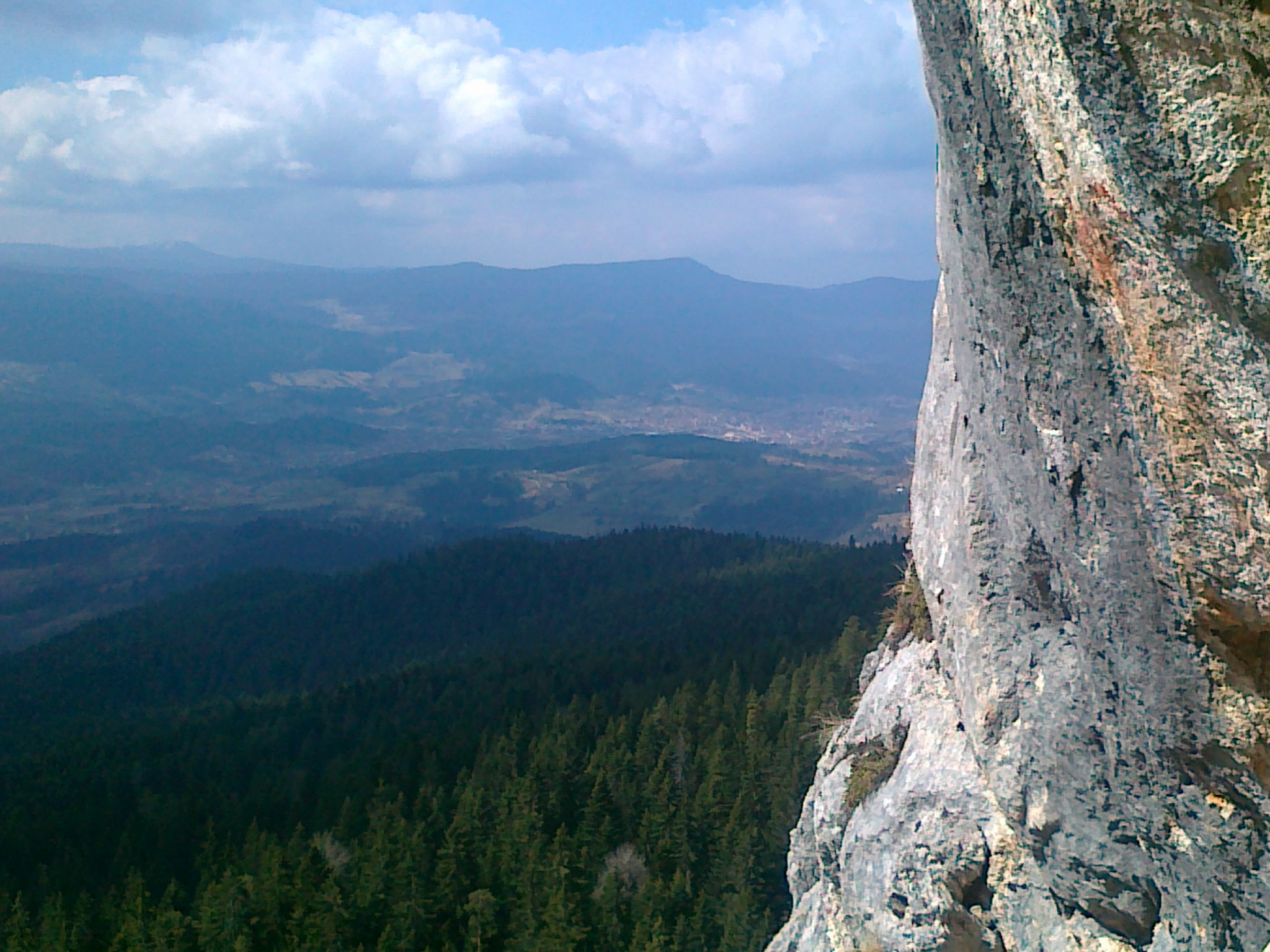
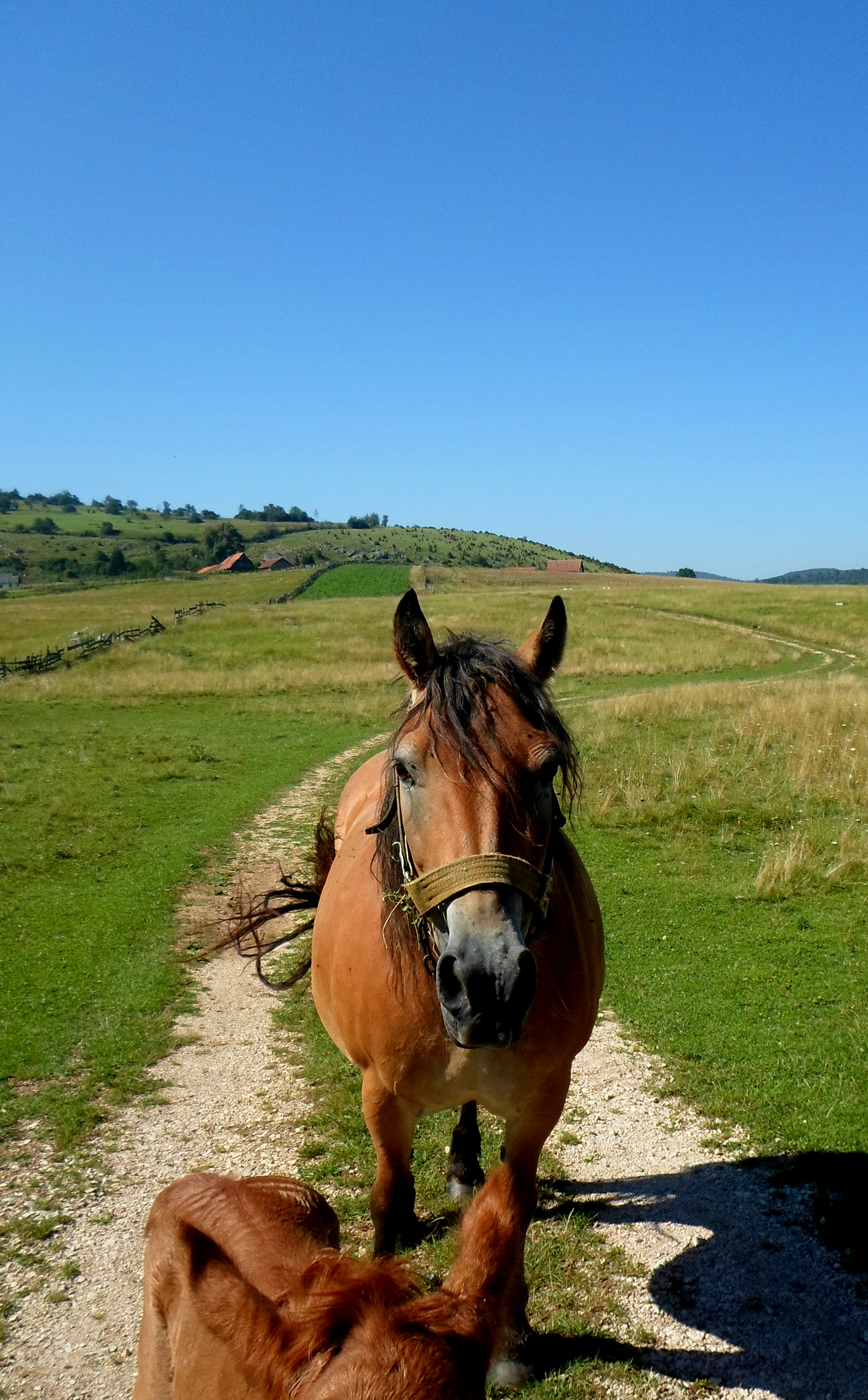
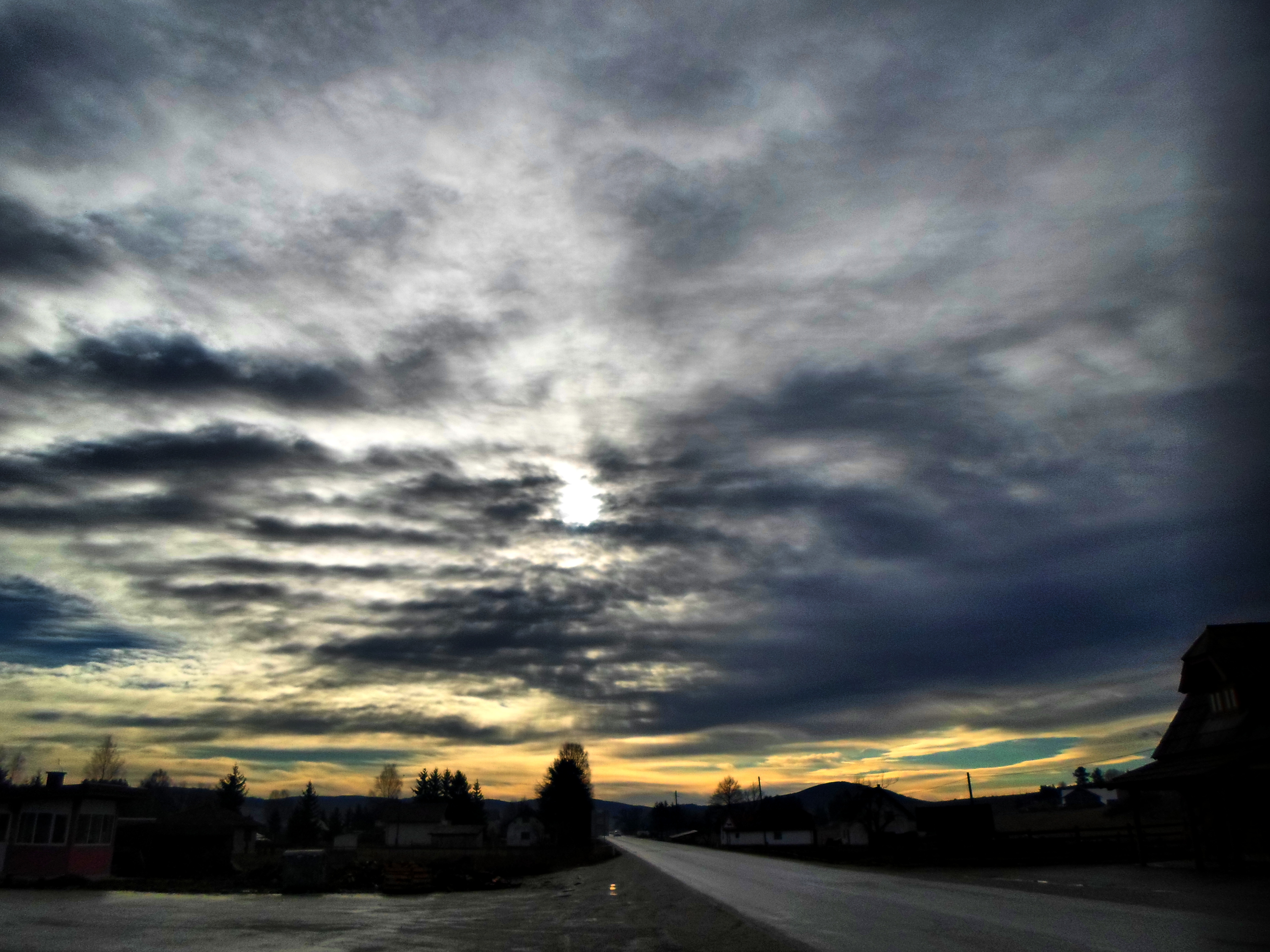
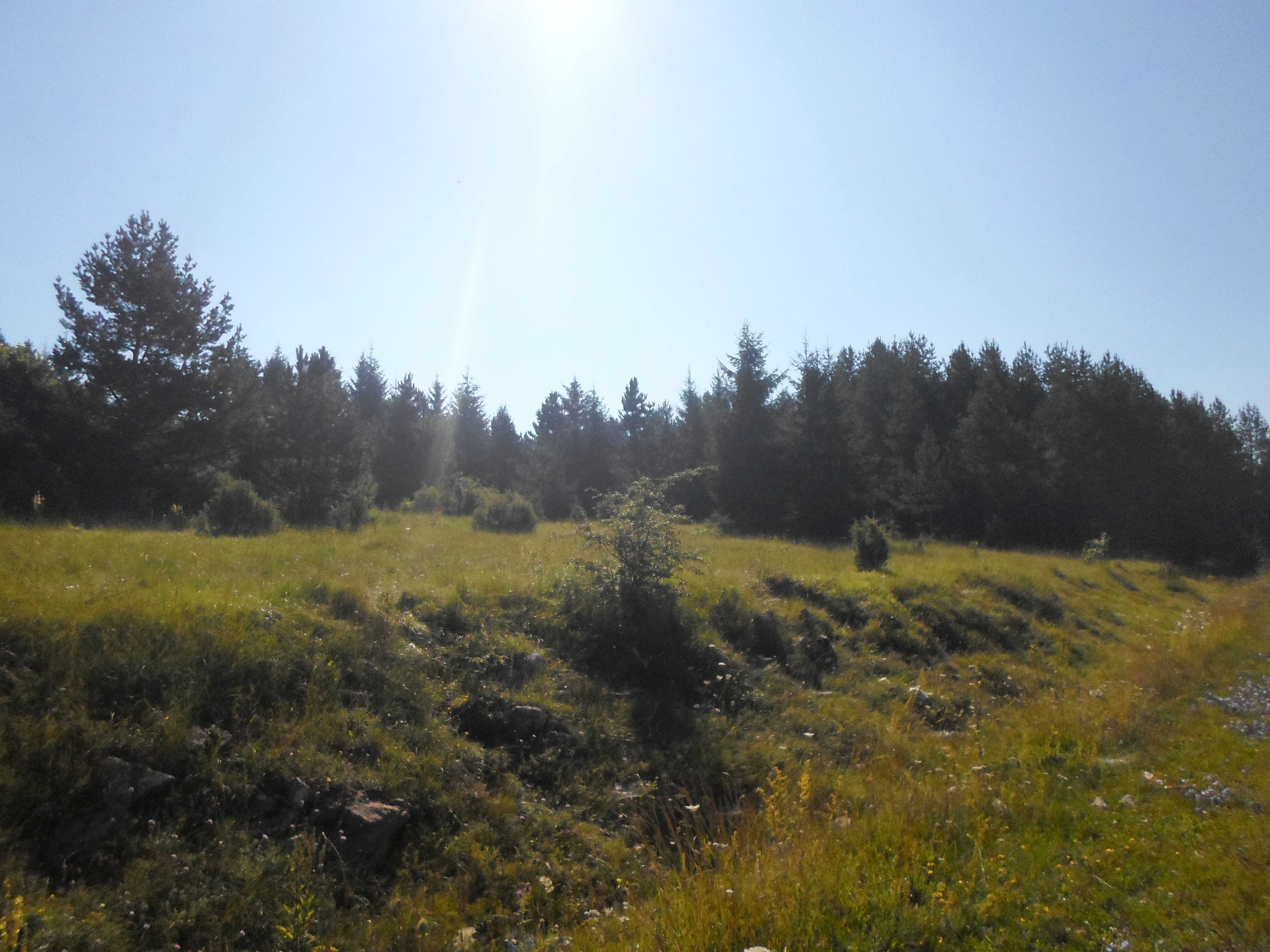
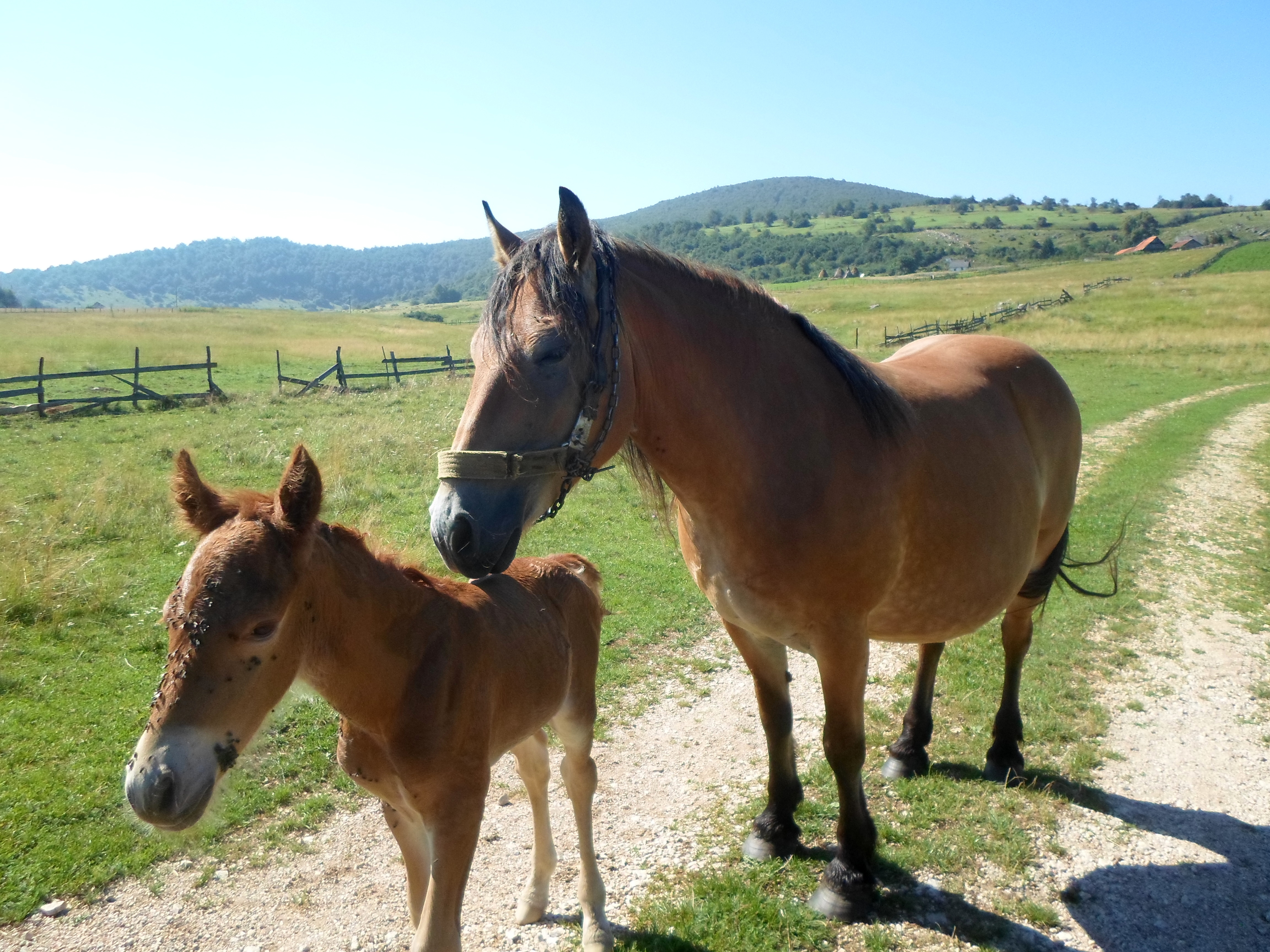
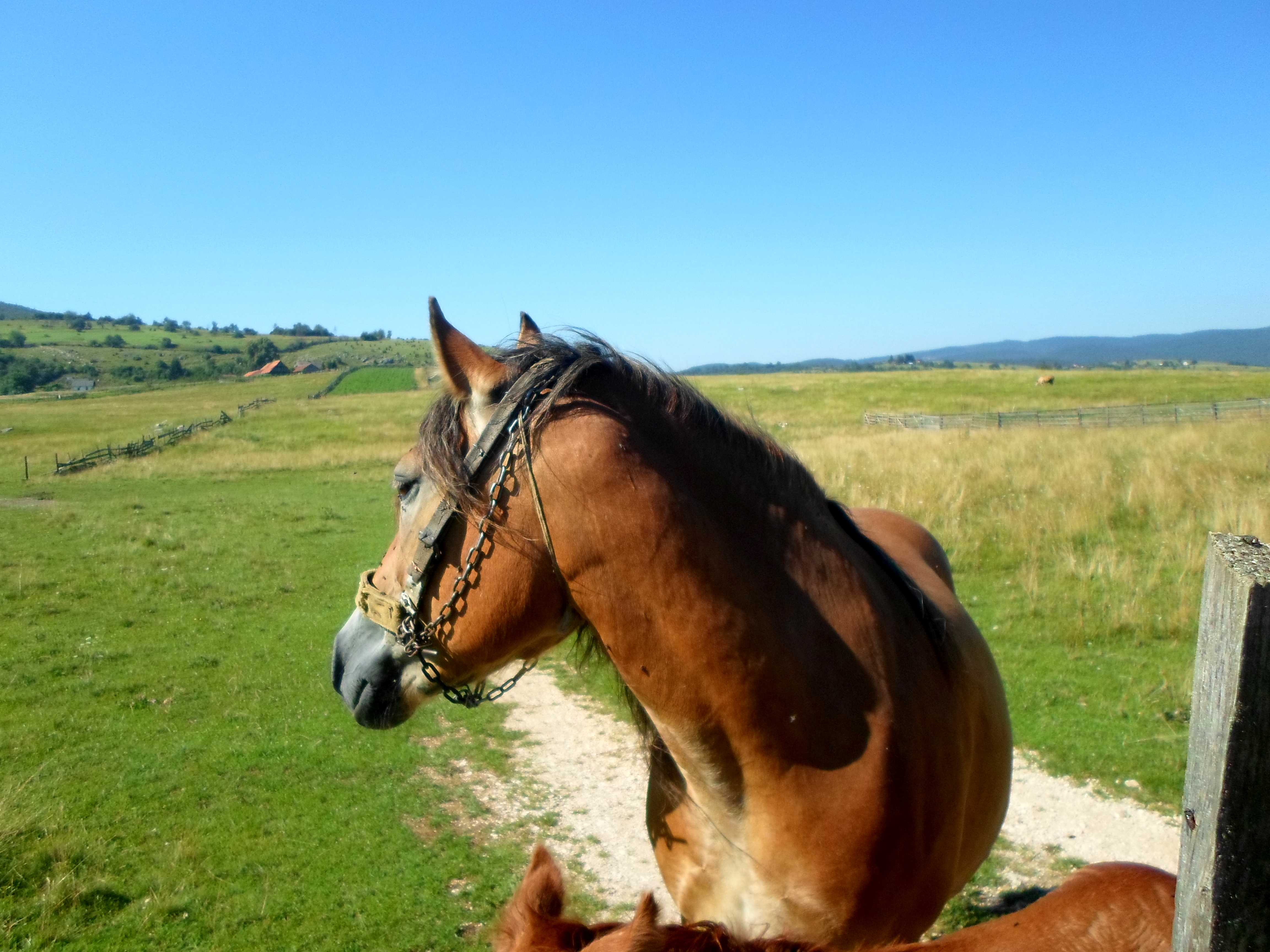
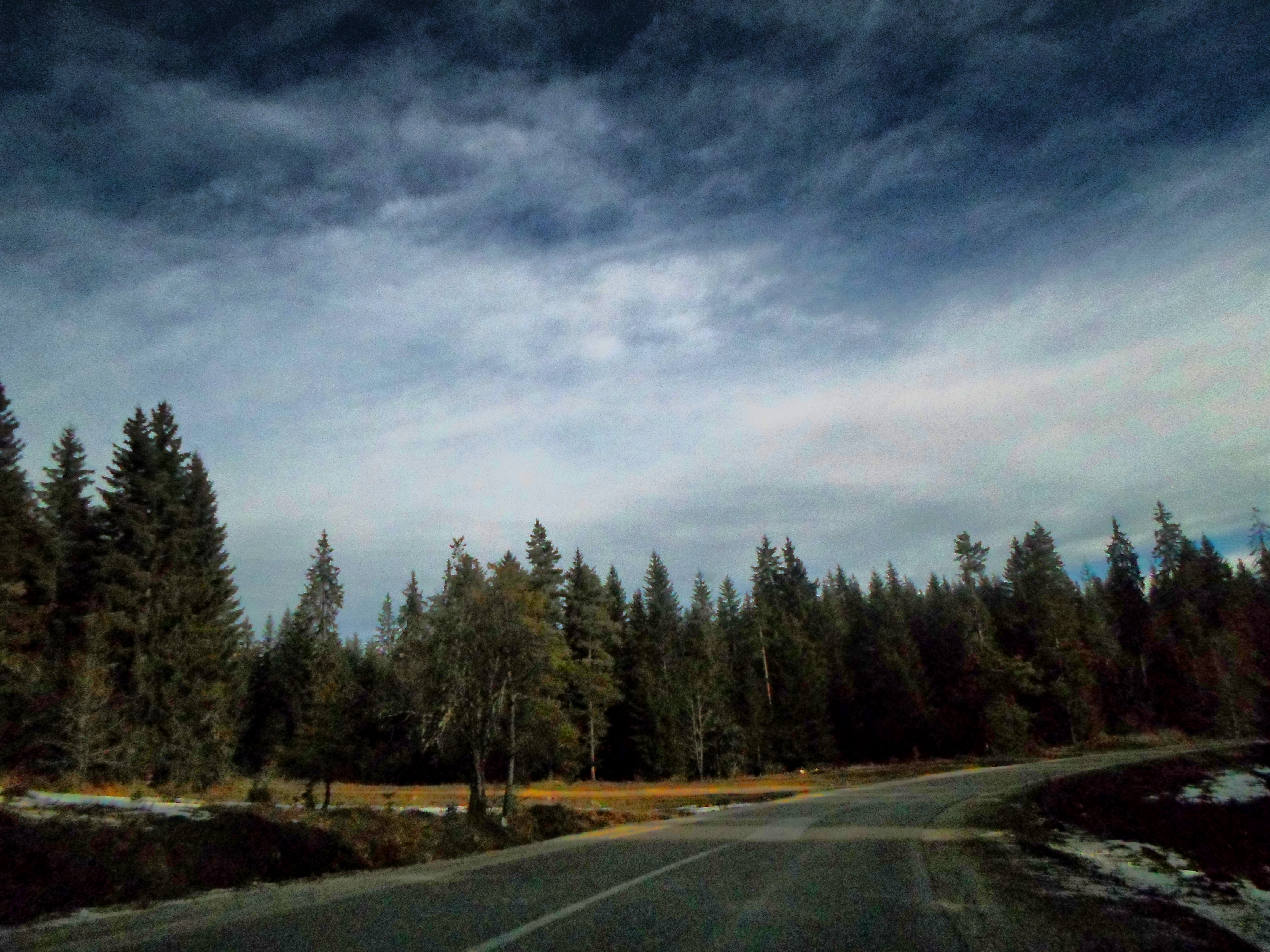
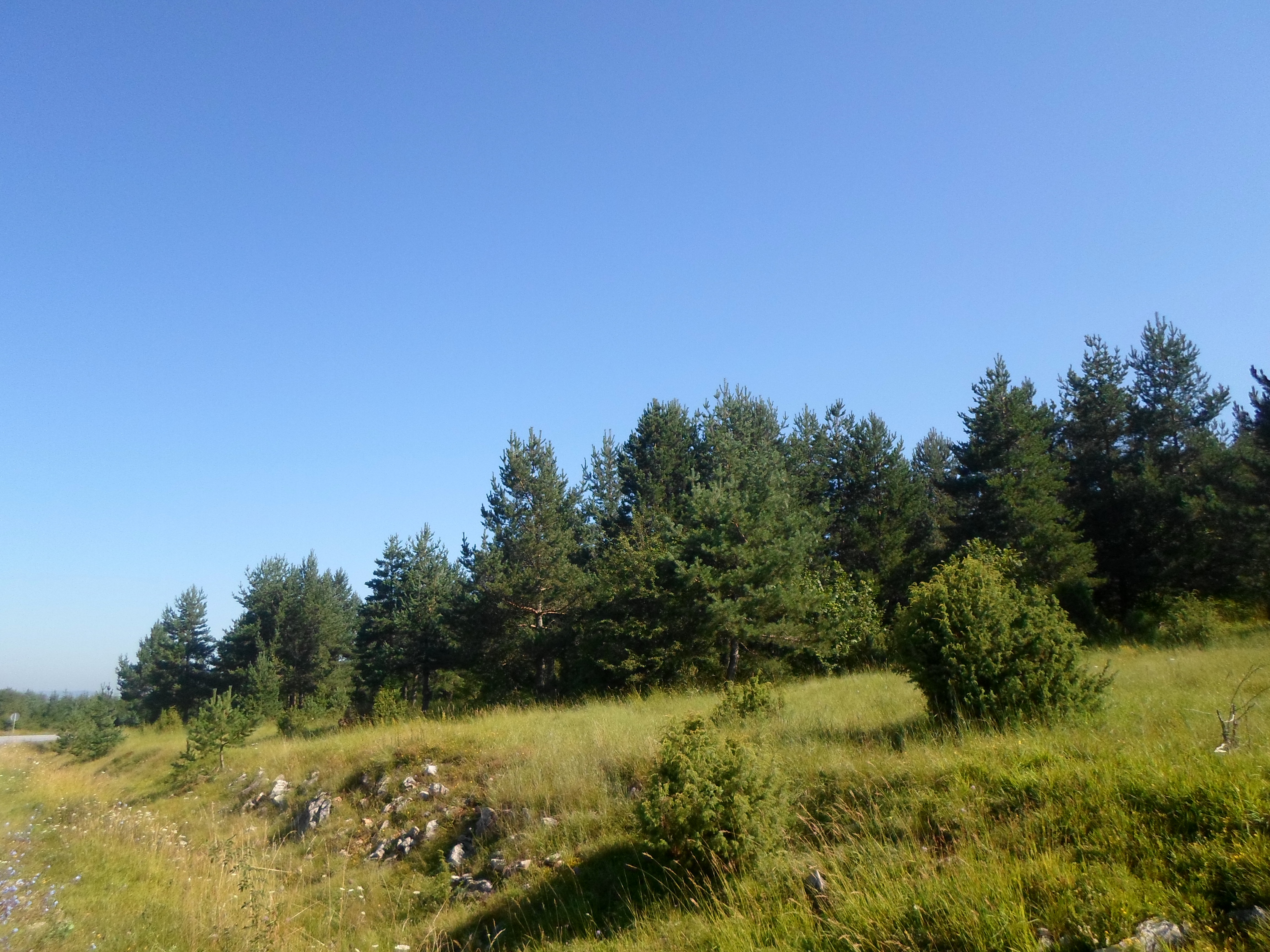
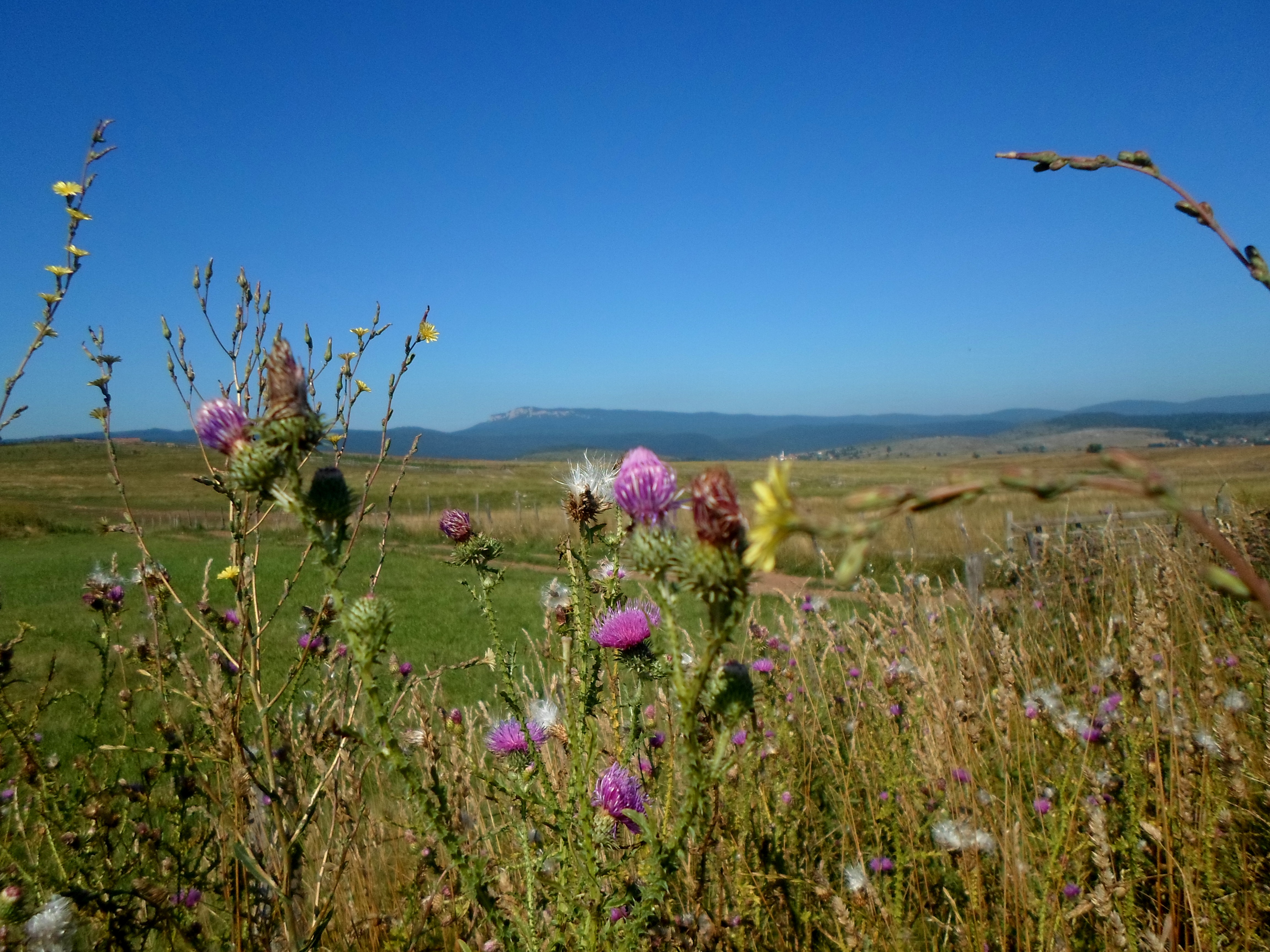
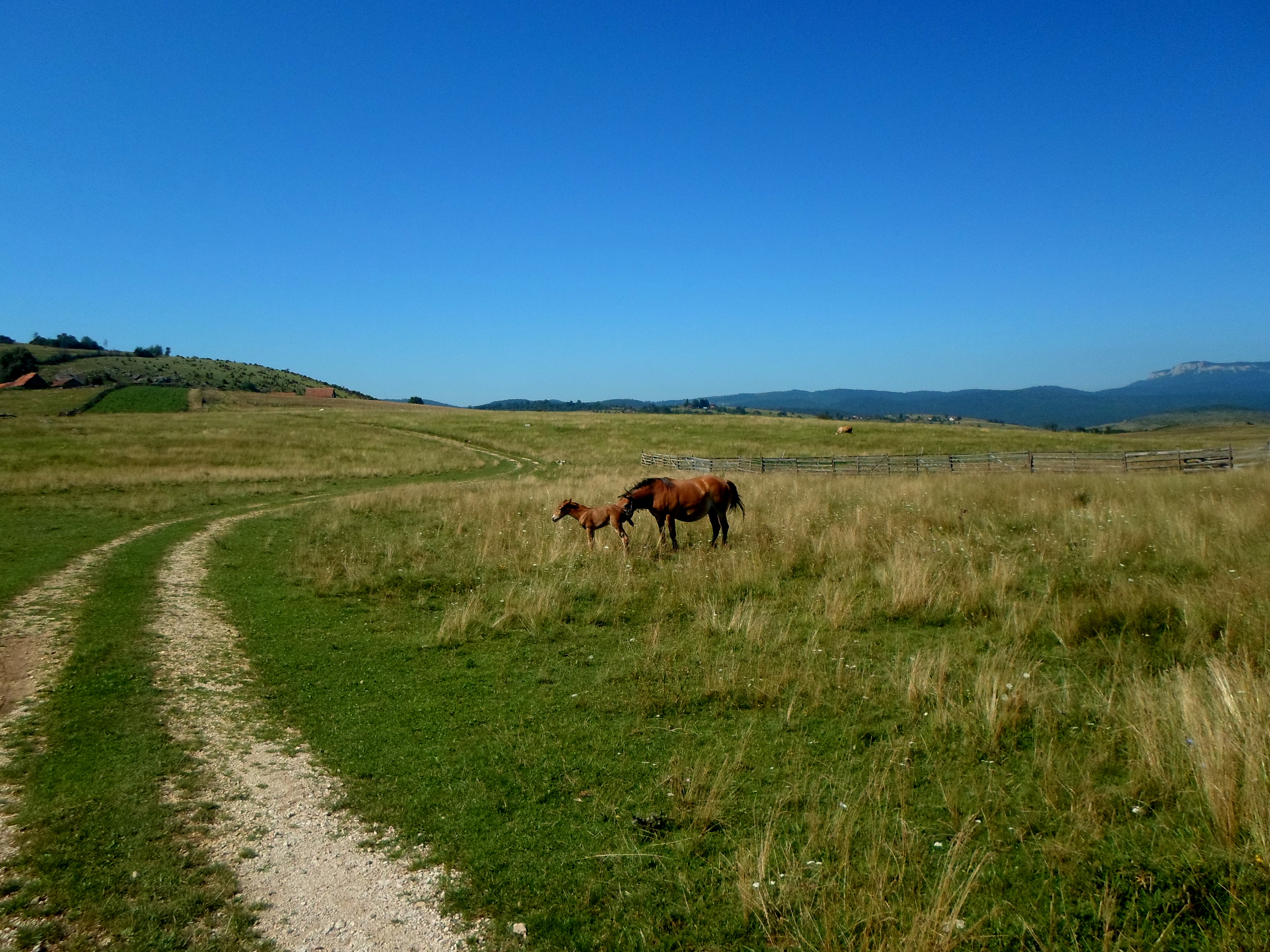
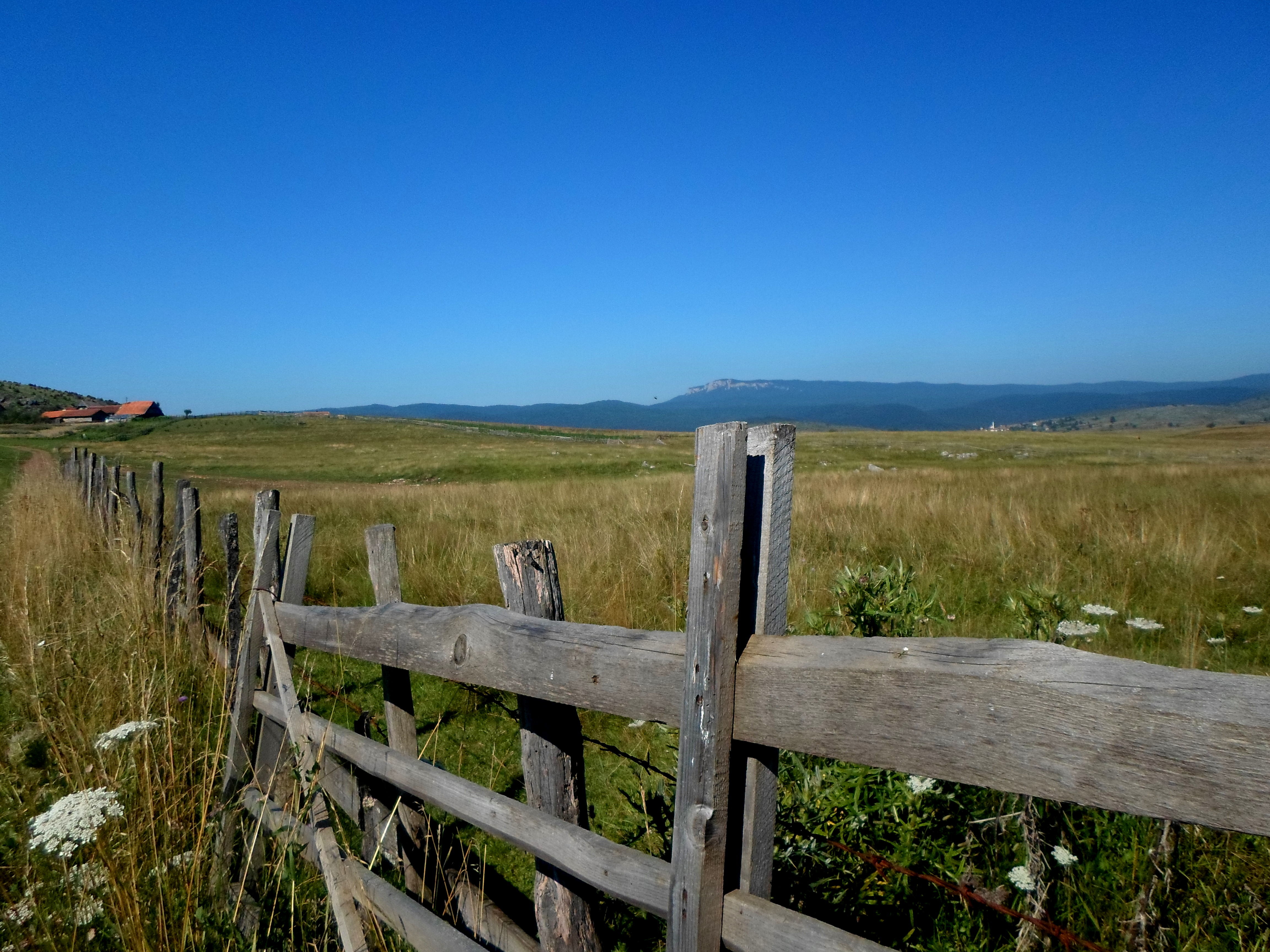